# Famille de Mauny
Pour les articles homonymes, voir Mauny (homonymie).
La famille de Mauny est une famille éteinte de la noblesse française, originaire de Haute-Bretagne et de Basse-Normandie. Sa dernière branche s'est éteinte au XVIIe siècle dans la Sarthe. Elle s'est distinguée par Olivier Ier de Mauny (vers 1325 - 1390), chambellan du roi de France Charles V le Sage, Olivier II de Mauny (vers 1374 - après 1418), chambellan du roi Charles VI, et par François de Mauny (mort en 1558), archevêque de Bordeaux.

## Histoire
Olivier Ier de Mauny (vers 1325 - 1390) est un des fidèles serviteurs du roi de France Charles V le Sage. Le 28 avril 1378, Olivier Ier de Mauny est cité avec Colart de Tanques (très probablement Tincques). En 1386, il accompagne le roi qui s'apprête à passer en Angleterre. En 1390, Charles VI fait faire à Paris, à l'église des Blancs Manteaux, l'obsèque pour le repos des âmes d'Olivier de Mauny et Hutin de Vermelles (époux de Marguerite de Bourbon fille de Louis Ier de Bourbon) chambellans,,.
Olivier II de Mauny (vers 1374 - après 1418) (petit-fils du précédent et appelé "le jeune" pour le distinguer de son grand-père Olivier Ier), seigneur de Lignières, Lesnen, Lenain et Marcé (canton d'Avranches), est connu sous le règne de Charles VI. Le 1er mai 1400, il participe à la distribution de houppelandes, qui fut faite par ordre du roi Charles VI. Le 24 avril 1401, Charles VI lui fait cadeau d'une somme de 2 000 francs or. En 1405, le 25 août, lettre d'Olivier II de Mauny au roi Henri III de Castille concernant les nouvelles politiques de la cour de France ; différents entre les ducs de Bourgogne (Jean sans Peur) et d'Orléans (Louis Ier), il y raconte l'enlèvement du dauphin par le duc de Bourgogne; expédition française au pays de Galles ; campagne du comte de Clermont en Guyenne, etc. En 1404, Olivier II de Mauny est investi de la capitainerie de Saint-Malo dont Renaud de Trie s'était démis, Robert de la Heuse dit le Borgne convoitait cette fonction et lui intente un procès qui se termine le 2 juillet 1407 par un arrêt en faveur d'Olivier II de Mauny. En 1415 le 14 décembre il est bailli de Caen. En 1417 il est porte-oriflamme et défend Falaise contre les Anglais et est fait prisonnier. En 1418, il est chargé de défendre Château-Gaillard ; il tient seize mois avant de se rendre.

## Généalogie
Hervé Ier de Mauny, seigneur de Mauny, Lesnen-Pommerit (Saint-Thual), marié vers 1320 avec Marie du Guesclin, fille de Guillaume du Guesclin, oncle du connétable Bertrand du Guesclin,, dont :
- Olivier Ier de Mauny (vers 1325 - 1390), seigneur de Lesnen-Pommerit, Thorigny, chambellan du roi Charles V le Sage, marié à Ade de Roye, dont :
  - Hervé II de Mauny (vers 1345 - vers 1411), seigneur de Thorigny, chambellan du roi Charles VI en 1406, marié le 26 août 1373 avec Marie de Craon, dame de Saint-Aignan, fille de Guillaume Ier de Craon[9], dont :
    - Olivier II de Mauny (vers 1374 - après 1418)[6], seigneur de Lesnen-Pommerit, Lignières, Lenain et Marcé (canton d'Avranches), chambellan du roi Charles VI[6], chevalier, chambellan du duc Louis de Guyenne (fils de Charles VI)[10], baron de Thorigny, marié vers 1394 avec Catherine de Thieuville[9], dont :
      - Hervé de Mauny, baron de Thorigny, sans postérité.
      - Olivier de Mauny, seigneur de Thieuville, sans postérité.
      - Marguerite de Mauny, épouse de Jean de Gouyon, sire de Matignon. Elle hérita des biens de sa maison après la mort de ses frères qui n'avaient pas d'enfants[9] : postérité, avec entre autres les princes de Monaco.

    - Hervé III de Mauny (1374-1411)[11], chambellan de Louis de France, duc d'Orléans, marié à Jeanne de Saiges (ou Isabeau d'usages)[9], dont :
      - Guillaume de Mauny (mort en 1486), seigneur de Saint-Aignan, chevalier, marié avec Marie de Beauvoisien, dont :
        - Pierre de Mauny (mort avant 1501), seigneur de Saint-Aignan, marié en 1480 avec Françoise de Beaumanoir (née vers 1460), dont :
          - François de Mauny (mort avant 1527), seigneur de Saint-Aignan, marié avec Renée de Villeblanche (morte après 1527)

  - Alain de Mauny (vers 1348 - 1387), marié en 1374 avec Marie (ou Marguerite) de Roye, dame de Germigny, qui se remarie avec Jean V, sire de Hangest et d'Avesnecourt, maître des arbalétriers de France, avec lequel elle engagea ses terres avec Guy de Roye, archevêque de Reims en 1402[12].
  - Olivier de Mauny (vers 1350 - après 1398), marié avec Marguerite de Québriac
- Eustache de Mauny ("Olivier de Mauny, Hervé de Mauny, Alain et Eustache de Mauny, tous quatre frères et nepveux de monseigneur Bertrand du Guesclin"[13]), cité en 1378 avec : "...Les seize capitaines de ces compagnies étaient Bretons pour plus de la moitié. J'en ai compté onze : Jean Tournemine, seigneur de la Hunaudaye, banneret, Roger de Blossac, Eustache de Mauny, Henri de Plédran, Olivier de Vaucler, Harcoit du Hallay, chevaliers, et les écuyers Jean de Malestroit, seigneur de Gombour, Jean de Quintin, Ëon de Baulon, Olivier du Bessou, Ëon de Méel"[14].

### Branche cadette
- Jean de Mauny, seigneur de Fleuré (La Chapelle-Saint-Rémy), marié avec Olive de Cissé[15], dont :
  - François de Mauny (mort en 1558), évêque de Saint-Brieuc (1544), archevêque de Bordeaux (1553)

La famille de Mauny s'est éteinte au XVIIe siècle dans sa branche de la Sarthe.

Armes de l'évêque François de Mauny

## Personnalités
- Olivier Ier de Mauny (vers 1325 - 1390), chambellan du roi Charles V le Sage
- Olivier II de Mauny (vers 1374 - après 1418), chambellan du roi Charles VI
- François de Mauny (mort en 1558), évêque de Saint-Brieuc (1544-1553), archevêque de Bordeaux (1553-1558)[1]

## Armes
Cette famille porte : D'argent au croissant de gueules

## La terre de Mauny
Il n'existe aucun lien avéré entre cette famille de Mauny et la commune de Mauny en Seine-Maritime, près de Rouen mis à part une tradition. En effet, il semble que ce village, qui possède un château d'époque renaissance et classique sur des bases féodales, soit uniquement associé à la famille des Crespin du Bec dont on conserve la trace à partir du XIIIe siècle. Il existe d'ailleurs un château au Bec-Crespin, fief appartenant à la famille. Au XIIIe siècle, Guillaume IV Crespin, seigneur d’Étrépagny, de Lisors et de Dangu épouse alors Alix de Sancerre, la « dame de Mauny », surnom sans rapport avec la famille de Mauny, mais qu’elle tient de sa résidence près de Rouen. Plus tard, le château du Bec-Crespin devient propriété de Pierre II de Brézé qui épouse Jeanne Crespin et hérite par conséquent du Mauny aujourd'hui en Seine-Maritime et de Barneville-sur-Seine qui jouxte cette paroisse.
Il existe plusieurs autres Mau[l]ny dans la partie nord de la France dont Maulny à Melz-sur-Seine (Seine-et-Marne, Malum Nidum 1216; Mauni vers 1222) et à Jossigny (Seine-et-Marne, Malo Nido 1334; Mauny 1470), ainsi qu'à Montbizot (Sarthe, Malonido en 1266; Mauny, sans date), etc. La première attestation de Mauny en Normandie n'a guère d'antériorité, puisqu'elle ne date que de 1215 sous la forme latinisée Malum nidum (Archives Seine-Maritime 18 H).